# Jannes Fittje
Jannes Fittje (Waltershausen, 22 de julho de 1999) é um automobilista alemão.

## Carreira

### GP3 Series
Em 2018, Fittje realizou sua estreia na GP3 Series pela equipe Jenzer Motorsport como substituto de David Beckmann, que se transferiu para a Trident.